# GB (バンド)
GB（ジービー）は、吉本興業所属のお笑いコンビ、水玉れっぷう隊のケンとグレートホーンの斉藤とおはよう。の芦澤とブラザースの石割が組んだ、歌手グループ。

## メンバー
- 水玉れっぷう隊ボーカル
  - ケン
- 元ブラザースギター
  - 石割
- 元グレートホーンベース
  - 斉藤
- 元おはよう。ドラム
  - 芦澤

## 相方メンバー
- 水玉れっぷう隊コーラス＆リーダー
  - アキ
- 元ブラザースコーラス
  - 谷口
- 元グレートホーンコーラス
  - 尾形
- 元おはよう。コーラス
  - 功力

結成当時は裏GBとしてGBを支えていたが、最近では裏GBとしての活動は全く無い。

## CD
- 「GB3RD～太陽の子～」
- 「GB2P」
- 「足跡／負けるもんか」

## 曲
- 足跡
- 負けるもんか
- 道
- 手紙
- Dream on～みんなのうた～
- OBAHAN RAP
- 東京
- 黄色い花
- がんばれ
- 大好きな人へ
- 伝言
- お肉の歌
- 気持ちいい歌
- 希望をこの手に
- 太陽の子
- 涙
- 負けるもんか レクイエムVer.